# I cigni di Balaka
I cigni di Balaka è un brano musicale del duo italiano Al Bano e Romina Power, decima traccia dell'ottavo album in studio Libertà!, pubblicato nel 1987 dalla Warner Music Group.

## Descrizione
Fu oggetto di una causa di plagio intentata senza successo da Al Bano verso Michael Jackson a proposito del suo brano Will You Be There.